# Mira
|  | For den russiske film, se Mira (film fra 2022) |
Mira (også kaldet Omikron Ceti, ο Ceti) er en rød kæmpestjerne i stjernebilledet Hvalfisken (Cetus). Navnet kommer af latin Stella mira = "den forunderlige stjerne". Da hollænderen David Fabricius studerede denne stjerne i 1596, opdagede han, at stjerner kan være variable. Den skifter over en periode på omtrent 331 dage fra at have visuel lysstyrke 3 til at være helt usynlig for det blotte øje.

## Mira-variabel
Mira har givet navn til en stor gruppe af variable stjerner, som alle er stjerner af typen ægte rød kæmpestjerne i spektralklasse M*III (Hertzsprung-Russell-diagrammet). På engelsk kaldes denne type variabel stjerne også LPV (Long Period Variable).